# 대전창조경제혁신센터
대전창조경제혁신센터(大田創造經濟革新센터, Daejeon Center for Creative Economy & Innovation)는 정부·지방자치단체·민간 간 협력을 통한 창조경제 실현 및 확산에 기여하기 위하여 설립된 재단법인이다. 대전광역시 유성구 대학로291 한국과학기술원 나노종합기술원 9층에 있고, 분원이 대전광역시 중구 중앙로 118 대전도시공사 4층과 중구 중앙로 85 4층(대전창업허브)에 있다.

## 관련 규정
- 창조경제 민관협의회 등의 설치 및 운영에 관한 규정[4]

## 연혁
- 2014년 3월 10일 대전창조경제혁신센터 창립총회
- 2014년 3월 26일 대전창조경제혁신센터 개소식
- 2014년 10월 10일 대전창조경제혁신센터 확대출범식
- 2015년 1월 1일 대전창조경제혁신센터 비영리 재단법인 전환
- 2015년 4월 8일 원스톱서비스창구 개소
- 2015년 7월 14일 중앙로캠퍼스 개소
- 2015년 11월 30일 고용존 구축 및 운영

## 조직

### 대전창조경제혁신센터장
| - 경영기획팀 | - 혁신투자팀 - 특화사업팀 | - 소셜벤처팀 | - 상생협력팀 | SK대전CEI팀 |

## 같이 보기
| - 서울창조경제혁신센터 - 인천창조경제혁신센터 - 경기창조경제혁신센터 | - 강원창조경제혁신센터 | - 세종창조경제혁신센터 - 충북창조경제혁신센터 - 충남창조경제혁신센터 | - 전북창조경제혁신센터 - 광주창조경제혁신센터 - 빛가람창조경제혁신센터 - 전남창조경제혁신센터 - 광양창조경제혁신센터 | - 대구창조경제혁신센터 - 경북창조경제혁신센터 - 포항창조경제혁신센터 - 부산창조경제혁신센터 - 울산창조경제혁신센터 - 경남창조경제혁신센터 | - 제주창조경제혁신센터 | - 민관합동창조경제추진단 - 대전신용보증재단 - 대전경제통상진흥원 - 대전정보문화산업진흥원 - 대전지역상장법인협의회 - 대전광역시개발위원회 - 대전테크노파크 |